# Corredor polonês (punição)

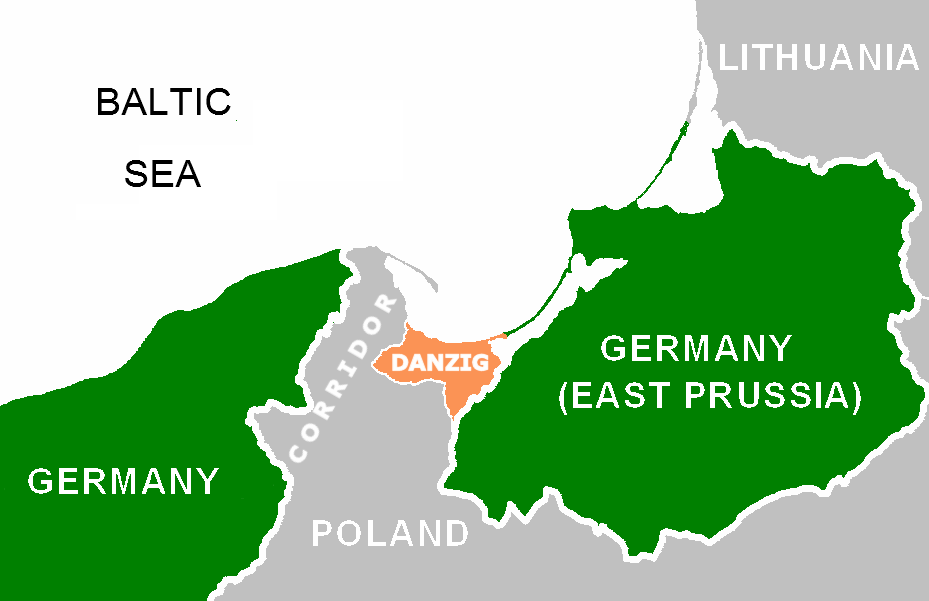
O "Corredor Polonês" entre 1923 e 1939.

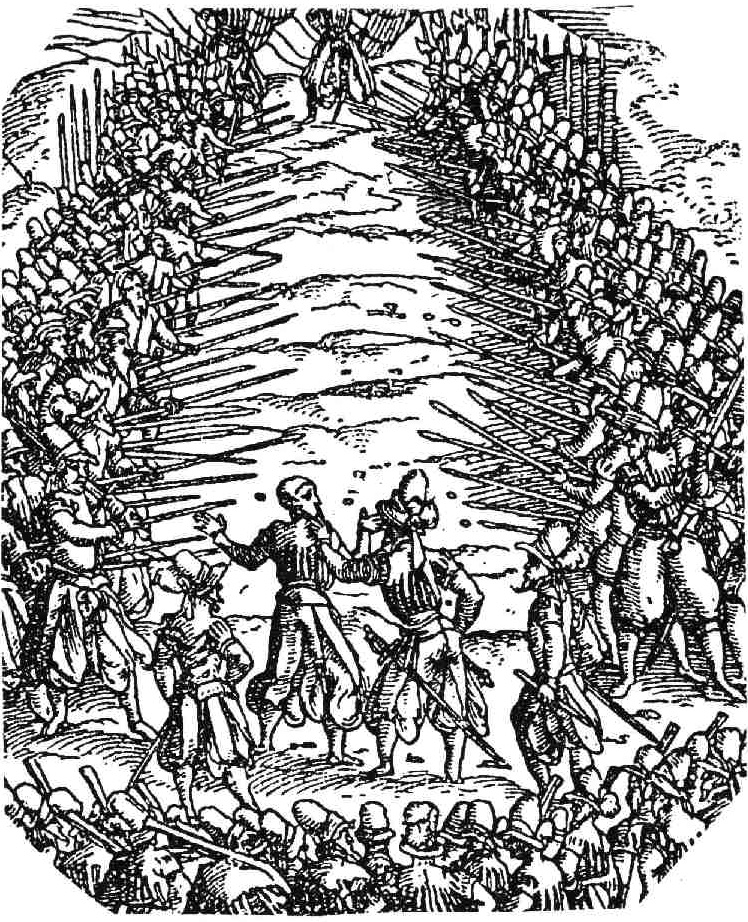
Spiessgasse (Pike-alley), do Livro de Guerra de Frundsberger, Jost Amman, 1525.

O corredor polonês ou corredor da morte é uma forma de castigo físico em que um indivíduo deve passar correndo entre duas fileiras de pessoas que lhe executam agressões físicas.

## Etimologia
A expressão deriva do Corredor Polonês, região da Alemanha transferida à Polônia ao fim da Primeira Grande Guerra, em virtude da assinatura do Tratado de Versalhes. Essa estreita faixa de terra, de 150 quilômetros de extensão e largura variável entre 30 a 80 quilômetros, dividiu a província alemã da Prússia. Em 1939, os alemães invadiram o Corredor Polonês, encurralando as forças polonesas por ambos os lados. Esse episódio marca o início formal da Segunda Grande Guerra.

Em língua inglesa, o castigo é denominado Gauntlet, uma forma derivada de "gantelope", do sueco "gatlopp" (caminho de passagem); uma palavra provavelmente adquirida pelos ingleses durante a Guerra dos Trinta Anos.

## Predecessor romano
Fustuarium (Abstração latina de fustis, ramo ou haste) é uma forma de execução militar romana com bastões, com efeitos relacionados ao corredor da morte.
Também foi aplicado a cada décimo soldado de uma unidade por decimatio.

## Uso pós-romano
Uma punição militar semelhante ao "corredor da morte" foi utilizada durante a Idade Média. Soldados a serem punidos deveriam passar num corredor em que recebiam lanças. Um subalterno caminhava ao seu lado para evitar que fugisse.
Uma variação prussiana era a condenação com cintas de estribo ao lugar de lanças. Também era uma prática comum na cavalaria francesa, principalmente para os ladrões.

## Uso dos nativos americanos
Um grande número de índios no leste americano forçavam inimigos a entrarem em "corredores da morte". O jesuita Isaac Jogues foi subjugado a este tratamento pelos iroquois em 1641.